# Barglica
Barglica (361 m n.p.m.) – wzgórze położone w zachodniej części Pogórza Wielickiego.
Wzgórze graniczy od strony północno-zachodniej z Pochowem. Szczyt wzniesienia pokryty jest polami uprawnymi, u podnóży od strony północnej znajdują się obszary zalesione.
Punkt widokowy znajdujący się na wzgórzu roztacza się na: Pogórze Wielickie, Beskid Średni oraz Beskid Żywiecki.
Szczyt administracyjnie znajduje się na terenie wsi Izdebnik.